# IC 4118
IC 4118 ist eine linsenförmige Galaxie vom Hubble-Typ S0 im Sternbild Jagdhunde am Nordsternhimmel, die schätzungsweise 504 Millionen Lichtjahre von der Milchstraße entfernt ist.

In derselben Himmelsregion befinden sich u. a. die Galaxien IC 4108 und IC 4127. 
Das Objekt wurde am 21. März 1903 vom deutschen Astronomen Max Wolf entdeckt.